# Enamorada (telenovela de 1999)
Enamorada es una telenovela venezolana-estadounidense coproducida por Venevisión (Venezuela) y Fonovideo (Estados Unidos) en 1999. Fue escrita por Mariela Romero y protagonizada por Gaby Espino y Rene Lavan, con las actuaciones co-protagónicas de Lilibeth Morillo y Carlos Mata y las participaciones antagónicas de Lili Rentería, Flavia Gleske y la primera actriz cubana Flor de Loto.

## Sinopsis
Abandonada en el patio de una casa ajena cuando tenía sólo dos años, Ivana tuvo la suerte de ser adoptada por la familia bondadosa pero humilde que la recogió. A pesar de sus tristes orígenes, ella es una muchacha feliz y fantasiosa, de buenos sentimientos y muy querida por su familia postiza. Ivana trabaja duramente para ayudarlos, pero cada día va a la playa con su perro a espiar a Raimundo, un muchacho guapo quien trota allí todas las mañanas. 
Cuando se conocen por casualidad, Ivana le cuenta mentiras para impresionarlo, como que va a la universidad, que estudia dos carreras o que su familia es rica. La fantasía continúa en su casa, donde confiesa a todos que Raimundo es su novio y que se van a casar. Pero cuando el destino se encarga de juntar a Raimundo y su familia, las mentiras de Ivana no solo provocan graves malentendidos con la verdadera novia de Raimundo, Patty, y causan un caos inesperado en su vida, sino que amenazan con destruir las esperanzas de una muchacha que tan sólo estaba enamorada.

## Elenco
- Gaby Espino - Ivana Robles
- Rene Lavan - Raimundo Alvarado
- Lili Rentería - Sonia Ascanio de Contreras
- Lilibeth Morillo - Cristina Guillén
- Carlos Mata - Augusto Contreras
- Karina - Rosita Robles
- Adolfo Cubas - Rafael Orozco
- Carlos Cuervo - Tony Robles
- Marita Capote - Rosario Morales
- Juan Alfonso Baptista - Ricky Contreras
- Flavia Gleske - Patricia Parker
- Carol Barba - Jenny Rogers
- Joel Núñez - Eduardo
- Lady Noriega - Laura Guzman
- Germán Barrios - Bartolo Robles
- Lucy Orta - Esther Alvarado
- José Luis Franco - Roberto Santander
- Flor de Loto - Herminia Ascanio
- Norma Zúñiga - Sor Angelines
- Claudia Reyes - Sor Serena
- Tessy Castilla - Rosemary Villegas
- Orlando Casin - Padre Rodrigo
- Carolina Perdigón - Delia
- Cristina Ovin - Virginia
- Pedro Rentería - Leopoldo
- Juan David Ferrer - Arístides
- María Camila - Maribel
- Henry Galué - Víctor Guillén
- Gellerman Baralt - Raul
- Juan Troya - Juez Cifuentes
- Vicente Pasariello - Vicente  Lombardi
- Virggi López - Raquel, Reclusa del Correccional Amiga de Ivana
- Gladys Cáceres - Doña Diabla (Carcelera del Correccional)
- Lizzeth Merchan - Maria Gabriela , Sobrina de Sonia Ascanio.
- Morella Silva - Guardia de Seguridad 1
- Oscar Piloto - Victor Alvarado
- Omar Ávila - Guardia de Seguridad 2
- María Eugenia Pereira - Magali
- David Lara - Capitán David

## Producción
- Tema Musical: 	"Enamorada"
- Autores: 	Alejandro Campos y Manny Benito
- Intérprete: 	Carlos Mata
- Música Incidental: 	Alejandro Campos
- Gerente de Administración: 	Luis Gallo
- Dirección de Fotografía: 	Eduardo Dávila
- Dirección de Exteriores: 	Yaki Ortega
- Fotografía: 	 Reinaldo Guerra
- Dirección de Arte: 	Raúl de la Núez
- Producción Estudio: 	Gemma Lombardi
- Producción Exteriores: 	 Oscar Paz
- Coordinador de Post-Producción:  Alfonso González
- Asesor Ejecutivo: 	Arquimedes Rivero
- Producción Ejecutivo: 	 Alfredo Schwarz
- Director General: 	 José Antonio Ferrara
- Producción General:	Igor Manrique
- Sonidista: Rafael Atencio

## Otras versiones
- Enamorada  fue una adaptación de Alba Marina, telenovela hecha por Venevisión en el año 1988 y protagonizada por la cantante Karina y el extinto grupo Proyecto M.

## Curiosidades
En la versión original llamada Alba Marina, la actriz y cantante venezolana Karina fue la protagonista de la historia, en la telenovela Enamorada , Karina también participa, pero interpretando un papel secundario.